# Intex Osaka
Intex Osaka é um centro de exposição em Osaka, do Japão.

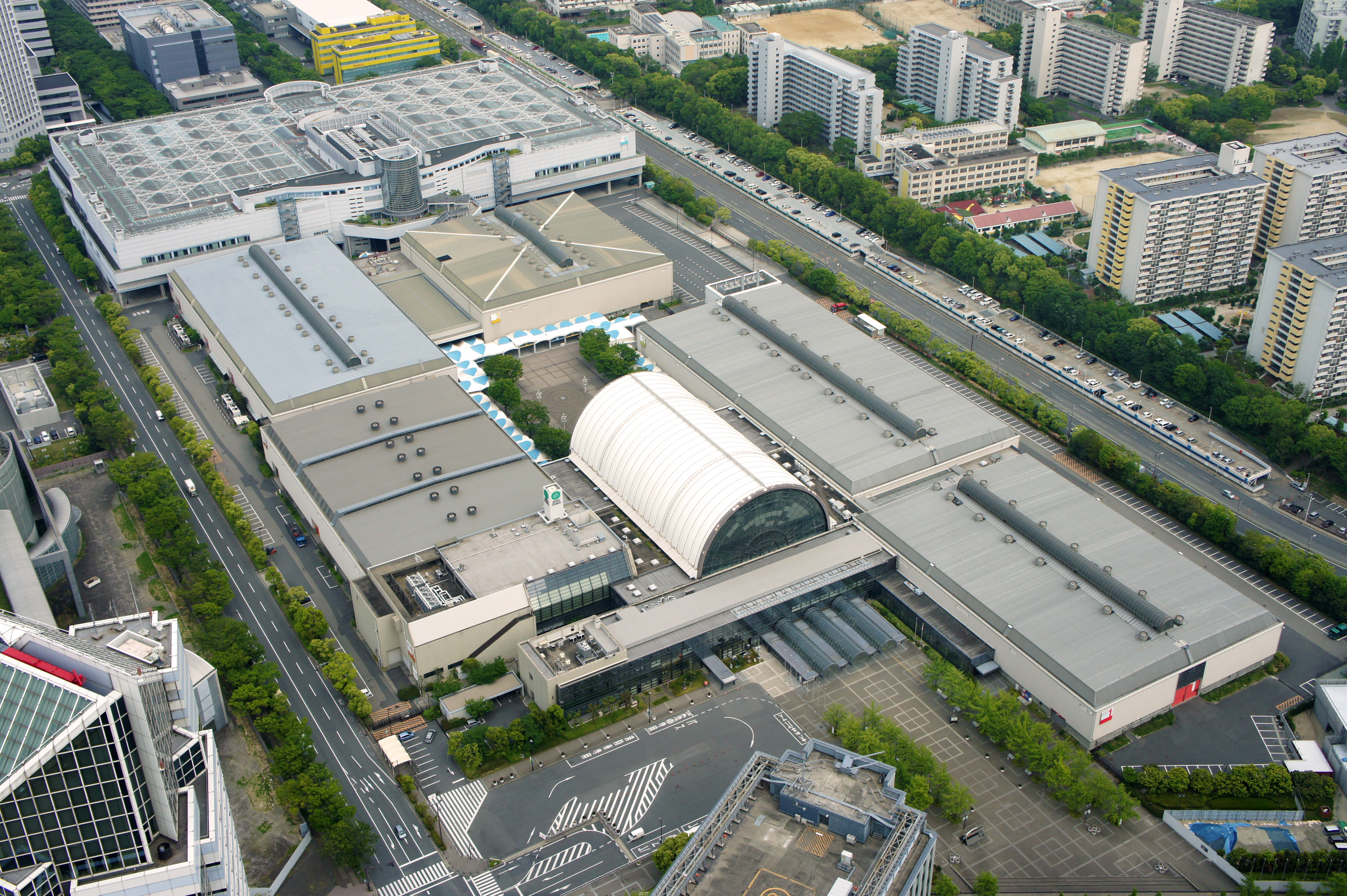